# Andrena totana
Andrena totana är en biart som beskrevs av Warncke 1974. Andrena totana ingår i släktet sandbin, och familjen grävbin. Inga underarter finns listade i Catalogue of Life.